# نگگه، آنگولا
نگگه (به انگلیسی: Negage) شهری در استان اوییگه واقع در کشور آنگولا است که در سال ۲۰۰۹ میلادی ۳۷٬۶۲۲ نفر جمعیت داشته است.